# Хаясида, Кохэй
Кохэй Хаясида (яп. 林田 航平; род. 17 июля 1988, Токио) — японский актёр. Преимущественно играет на сцене в театре. Имеет контракт с агентством J.CLIP. Наиболее известен по театральным постановкам «Live Act Ao no Exorcist - Majin no Rakuin» (2016), «REBORN! the STAGE — vs VARIA part 1» (2019).

## Ранние годы
Кохэй Хаясида родился 17 июля 1988 года в Токио, Япония. Окончил Новый национальный театральный институт в Токио. С тех пор выступает в основном на сцене. Увлекается рыбной ловлей, кулинарией, коллекционированием жуков-оленей.

## Творчество

### Театр
2011
- «Ghost Life Rescue Team»

2012
- «Искусство успеха: искусство и жизнь художника Уильяма Хогарта»
- «Каждый становится свиньёй или королём мух»[1]

2013
- «Страх начинается»[2]
- Мюзикл «Akaikai no Ie»[3]
- «Пигмалион» по пьесе «Пигмалион»[4]

2014
- «Ядовитый язык и справедливость»[5]
- Театральная постановка «Любители истории» (по пьесе «Любители истории»)[6]

2015
- Мюзикл «Семь самураев» (по сценарию «Семь самураев»)[7]
- Сцена «Расскажи Адольфу» адаптация манги «Adolf»[8]

2016
- «Live Act Ao no Exorcist — Majin no Rakuin» адаптация манги «Синий экзорцист»[9]

2017
- «Розенкранц и Гильденстерн мертвы» по пьесе «Розенкранц и Гильденстерн мертвы»[10]

2019
- «REBORN! the STAGE — vs VARIA part 1» адаптация манги «Reborn!»[11]

2020
- «REBORN! the STAGE — vs VARIA part 1» адаптация манги «Reborn!»[11]

### ТВ программы
- «Женская ассоциация Якинику»
  - Мини-дорама «Настоящее домогательство» (январь 2016 г.)
  - Мини-дорама «Мгновенная зарядка» (февраль 2016 г.)
  - Мини-дорама «Мгновенная зарядка 2» (март 2016 г.)
  - Мини-дорама «Мгновенная зарядка 3» (апрель 2016 г.)

### Радиопрограммы
- Молодёжное приключение «Демон белой лисы: туман Амакуса» (апрель 2016 года, NHK-FM)[12]
- Молодёжное приключение «Буаген» (октябрь 2018, NHK-FM)[13]